# Dreiband-Weltmeisterschaft 1952

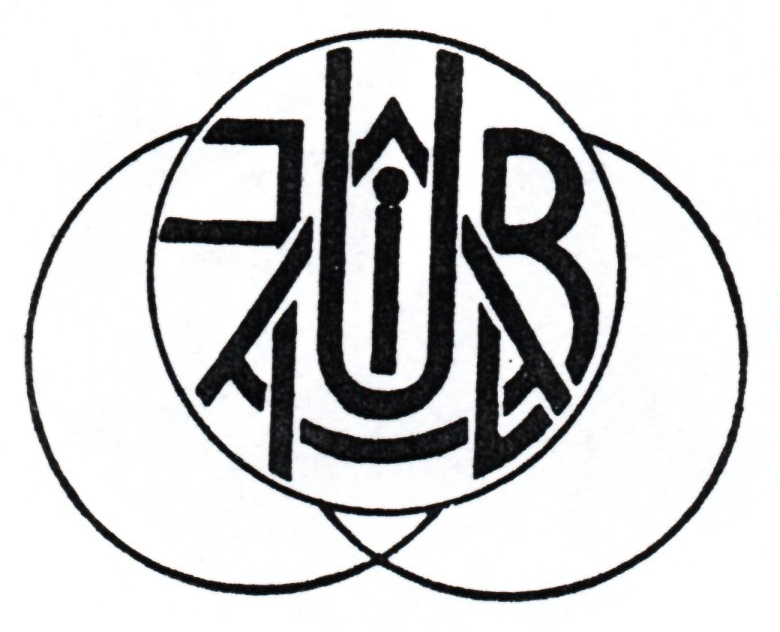
Logo UIFAB (ausrichtender Verband)

Veranstaltungsort: Buenos Aires

Die Dreiband-Weltmeisterschaft 1952 war das 13. Turnier in dieser Disziplin des Karambolagebillards und fand vom 20. Oktober bis 3. November 1952 in Buenos Aires statt. Es war die dritte Weltmeisterschaft in Folge in Buenos Aires.

## Geschichte
Der Argentinier Pedro Leopoldo Carrera war der erste Spieler der bei einer Weltmeisterschaft mehr als 1,000 im Generaldurchschnitt (GD) spielte. Der neue Weltrekord stand nach dem Turnier bei 1,070. Den neuen Weltrekord für den besten Einzeldurchschnitt (BED) sicherte sich der Titelverteidiger René Vingerhoedt mit 1,612.
Nachdem die Finalpartie zwischen Carrera und August Tiedtke feststand, verlegte der Ausrichter, aufgrund Tiedtkes Popularität, das Endspiel kurzfristig vom Casal de Cataluna in den größeren Luna Park. Bei dieser Partie waren 15.000 Zuschauer anwesend. Eine bis heute beim Billard nicht mehr erreichte Zuschauerzahl. Carrera siegte mit 50:32 in 62 Aufnahmen.

## Modus
Gespielt wurde in einer Finalrunde „Jeder gegen Jeden“ bis 50 Punkte.

## Abschlusstabelle

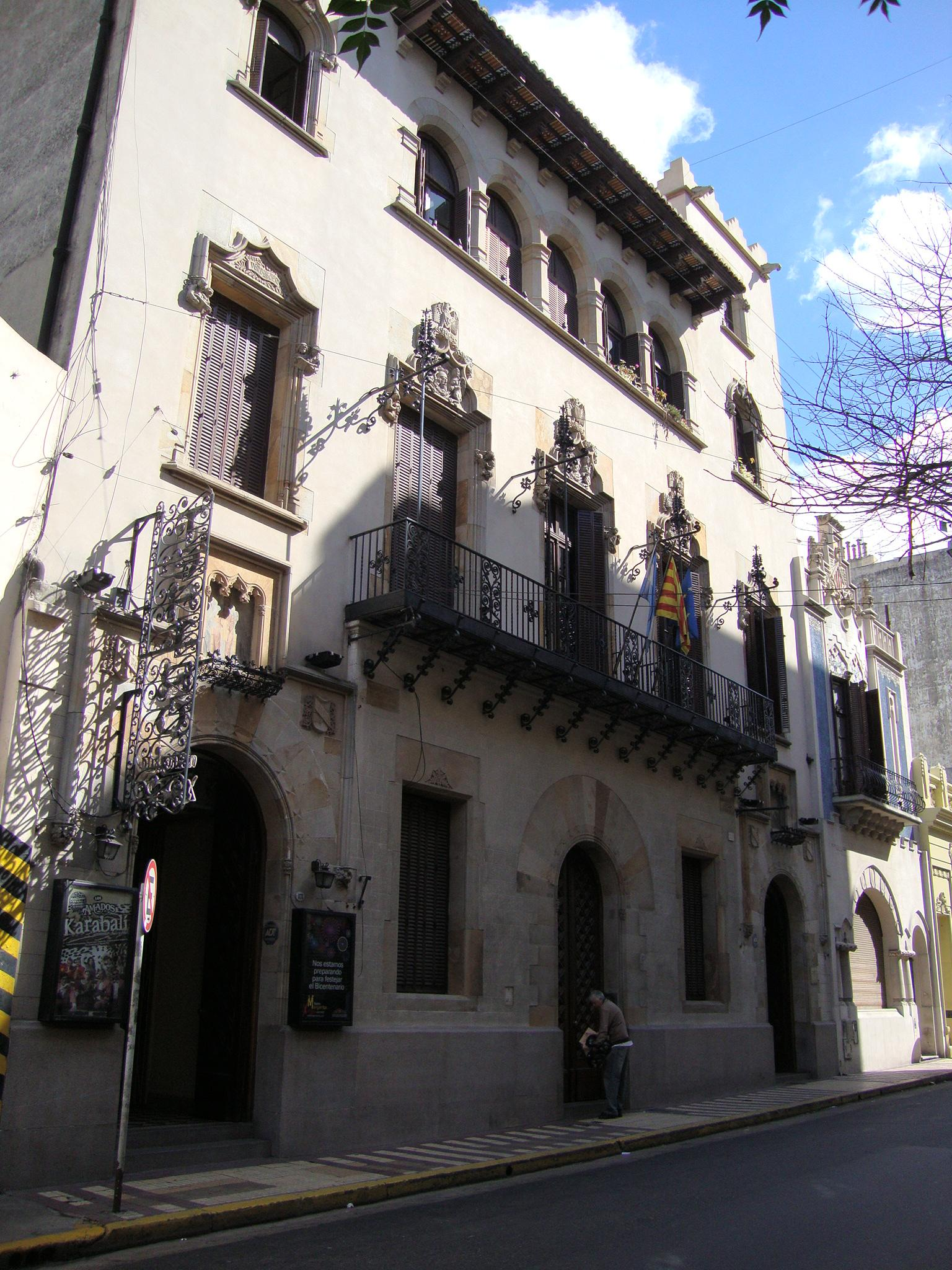
Fassade Casal de Cataluna

| MP    | Match Points (Sieger = 2; Unentschieden = 1; Verlierer = 0) |
| Pkte. | Erzielte Karambolagen                                       |
| Aufn. | Benötigte Versuche                                          |
| GD    | Generaldurchschnitt                                         |
| BED   | Bester Einzeldurchschnitt eines Spielers                    |
| HS    | Höchstserie                                                 |
|       | Bester GD des Turniers                                      |
|       | Bester ED des Turniers                                      |
|       | Beste HS des Turniers                                       |
|       | 1. Platz (Gold)                                             |
|       | 2. Platz (Silber)                                           |
|       | 3. Platz (Bronze)                                           |

| Platz                      | Name                   | MP    | Pkte. | Aufn. | GD    | BED   | HS |
| -------------------------- | ---------------------- | ----- | ----- | ----- | ----- | ----- | -- |
| 1                          | Pedro Leopoldo Carrera | 18:2  | 499   | 466   | 1,070 | 1,562 | 8  |
| 2                          | August Tiedtke         | 16:4  | 475   | 494   | 0,961 | 1,470 | 9  |
| 3                          | Carlos Friedenthal     | 16:4  | 468   | 496   | 0,943 | 1,470 | 7  |
| 4                          | Bernard Siguret        | 13:7  | 548   | 637   | 0,714 | 0,961 | 12 |
| 5                          | René Vingerhoedt       | 12:8  | 438   | 443   | 0,990 | 1,612 | 11 |
| 6                          | Enrique Garcia         | 10:10 | 408   | 553   | 0,729 | 1,086 | 6  |
| 7                          | António Ventura        | 8:12  | 389   | 553   | 0,703 | 0,925 | 8  |
| 8                          | Carlos Monestier       | 7:13  | 454   | 646   | 0,702 | 0,892 | 9  |
| 9                          | Jan Broekhuizen        | 4:16  | 434   | 608   | 0,713 | 1,000 | 8  |
| 10                         | Mario Criales          | 4:16  | 368   | 578   | 0,636 | 0,847 | 7  |
| 11                         | Temilo Moran           | 2:18  | 0,692 | 390   | 563   | 0,793 | 5  |
| Turnierdurchschnitt: 0,791 |                        |       |       |       |       |       |    |

1. ↑  
Karlheinz Krienen: Deutsche Billard-Zeitung. 30. Jahrgang, Nr. 12. Köln Dezember 1952, S. 6–9.
2. ↑  

Dieter Haase, Heinrich Weingartner: Enzyklopädie des Billardsports. 1. Auflage. Band 2. Verlag Heinrich Weingartner, Wien 2009, ISBN 978-3-200-01489-3, S. 809–810.